# بيل زيلر
بيل زيلر (بالإنجليزية: Bill Zeller)‏ هو مهندس أمريكي، ولد في 26 أكتوبر 1983 في ميدلتاون في الولايات المتحدة، وتوفي في 5 يناير 2011 في برينستون في الولايات المتحدة بسبب شنق.